# Gabriel Roca
Gabriel Roca Garcías (Palma de Mallorca, 1896 - 1986) fue un ingeniero español que ocupó el cargo de Director de la Junta de Obras del Puerto de Palma de Mallorca entre los años 1940 y 1962.

## Trayectoria
Se tituló en la Escuela de Ingenieros de Caminos, Canales y Puertos de Madrid en 1920 En 1920 proyectó el tranvía del Coll den Rabassa al Arenal de Llucmajor.  qiue se inauguró el 14 de octubre de 1921. Sus primeros destinos fueron las ciudades de Tetuán (protectorado español de Marruecos), Ceuta y Melilla en 1937. De 1949 a 1956 fue Presidente del Fomento de Turismo de Mallorca. Fue él quien proyectó e inició las obras del Paseo Marítimo de la capital balear, el cual lleva su nombre (Avenida de Gabriel Roca). También  En 1953 fue nombrado Ingeniero - Director del Puerto de Barcelona. Falleció en el año 1986 a los 90 años de edad.